# 西尾忠篤
西尾 忠篤（にしお ただあつ）は、遠江横須賀藩の第8代(最後の)藩主。のちに安房花房藩主。横須賀藩西尾家11代。子爵。

## 生涯
嘉永3年（1850年）、第7代藩主西尾忠受の長男として生まれる。文久元年（1861年）10月13日、忠受の死去により家督を継ぐ。文久3年1月15日、将軍徳川家茂に拝謁する。同年12月16日、従五位下・隠岐守に叙任する。
幕末の動乱期で藩内では佐幕派、尊王派が抗争を続け、慶応4年（1868年）の戊辰戦争においても両派の抗争が続いたが、八十美穂や青山善一郎らによる佐幕派への説得もあって、横須賀藩は新政府に協力した。慶応4年（1868年）9月5日、徳川家達が東海地方に封じられたため、忠篤は安房花房に移封となった。
明治2年（1869年）の版籍奉還で知藩事となり、明治4年（1871年）の廃藩置県で免官となった。やがて東京へ移った。1884年（明治17年）7月8日、子爵を叙爵した。
明治43年（1910年）11月5日に死去した。享年61。はじめ池田茂政次男の勝順を養子に迎えていたが離縁し、加藤泰秋四男の忠方が家督を継いだ。

## 家族
父母
- 西尾忠受（父）

妻
- 松平瑟子 ー 松平親良の娘（前妻）
- 堀越明子 ー 堀越角次郎の娘（後妻）[要出典]

養子
- 西尾勝順 ー 池田茂政の次男[2]
- 西尾忠方 ー 加藤泰秋の四男